# Valico di Jamiano
Il valico di Jamiano, noto anche come valico di Comarie, è un valico di frontiera fra l'Italia e la Slovenia. Da parte slovena è chiamato valico confinario di Klariči (mejni prehod Klariči).
Collega le località di Jamiano (in comune di Doberdò del Lago, provincia di Gorizia) e di Brestovizza (Brestovica) (in comune di Comeno).

## Descrizione
Il valico, da parte italiana, è detto di Jamiano, dal nome della località, posta all'interno del comune di Doberdò del Lago, situata a circa 2 chilometri a ovest del valico stesso. L'altra denominazione, di Comarie, deriva dal nome dalla piccola località posizionata tra Jamiano e il confine di stato stesso. La denominazione slovena deriva dalla località di Klariči, piccolo centro abitato, posto a circa 2 chilometri dal valico, in comune di Comeno. Il valico si trova in una zona agricola, ai piedi della Quota 219.
Su di esso termina la strada regionale 519, già strada statale 519. Tale strada si stacca, nella località di Jamiano, dalla strada statale 55 dell'Isonzo, che collega San Giovanni di Duino con Gorizia. Da parte slovena vi termina la strada 616, proveniente da Goriano.
Il valico è caratterizzato da traffico locale.

## Storia
Il valico è sorto nel 1947, a seguito della modifica del confine orientale dell'Italia, disegnata dal trattato di Parigi. Tra le due guerre mondiali il luogo rappresentava il confine tra il comune di Doberdò del Lago e quello di Opacchiasella e tra le province di Trieste e Gorizia. Fino al 1991 il valico divideva l'Italia dalla Jugoslavia, a cui subentrò in seguito la neoindipendente Repubblica di Slovenia.
Era un valico di seconda categoria, ovvero poteva essere superato dalle persone dotate di apposito lasciapassare, che era concesso ai soli residenti in aree nei pressi del confine tra i due Paesi. Il valico era soggetto al controllo della Brigata di Jamiano della Guardia di Finanza, fino alla soppressione della brigata stessa, avvenuta nel 2006.
Il 29 luglio 2003 venne chiuso, temporaneamente, per consentire ai mezzi antincendio di domare un vasto incendio che si era sviluppato nei boschi circostanti.
Con l'entrata della Slovenia nell'area Schengen, il 21 dicembre 2007, l'accesso al valico è stato liberalizzato.
Già dal 1º maggio 2004 era stata comunque introdotta la possibilità di transitare anche con la carta d'identità e non solo col lasciapassare rilasciato ai transfrontalieri.  Sino al 21 dicembre 2007 il valico rimase aperto solo nelle ore diurne. In occasione dell'entrata in vigore dell'accordo venne organizzata, presso il valico, una manifestazione commemorativa.
Inoltre, dal 1º febbraio 2006, solo la polizia italiana proseguì nel controllo dei documenti per le persone che transitavano al valico.
Nel dicembre del 2008 venne abbattuta la pensilina di metallo, su parte italiana, che proteggeva i doganieri nel corso dei controlli sulla strada.
Dall'11 marzo 2020 le autorità slovene, al fine di prevenire un aumento del numero dei contagi da COVID-19, stante la situazione italiana, decidono di incrementare i controlli sanitari al confine, lasciando aperti solo i valichi più importanti. Il valico di Jamiano viene perciò chiuso provvisoriamente alla circolazione, fino al 15 giugno successivo.
Dal 29 marzo 2021 il valico viene nuovamente chiuso, per la recrudescenza dell'epidemia in Slovenia, dopo che nei giorni precedenti ne era già stata limitata l'apertura oraria. Il 28 aprile successivo il valico viene riaperto.
Il 19 luglio 2022 la strada di accesso al valico viene chiusa per un incendio nella zona boschiva circostante al valico stesso. La strada viene riaperta il 5 agosto seguente.